# Queen B'z
Queen B'z（韓語：걸그룹 퀸비즈），是JS娛樂於2013年推出的五人女子組合，成員包括梅雅利、具藝瑟、Jinny、李雅藍及李路美。團隊於2018年解散。

## 成員資料
| 成員   |                            |            |
| 姓名   | 出生日期及地點             | 隊內職務   |
| 梅雅利 | 1988年2月23日 · 首爾特別市 | 隊長、歌唱 |
| 具藝瑟 | 1990年7月16日 · 首爾特別市 | 主唱       |
| Jinny  | 1990年9月8日 · 首爾特別市  | 歌唱       |
| 李雅藍 | 1992年2月24日 · 首爾特別市 | 饒舌       |
| 李路美 | 1996年11月9日 · 首爾特別市 | 歌唱、忙內 |

## 外部連結
＊官方FB 
＊官方Twitter （页面存档备份，存于）
＊官方CAFE （页面存档备份，存于）
＊官方Youtube （页面存档备份，存于）